# Kastorf
Kastorf er en kommune i det nordlige Tyskland, beliggende i Amt Berkenthin under Kreis Herzogtum Lauenburg. Kreis Herzogtum Lauenburg ligger i delstaten Slesvig-Holsten.

## Geografi
Kastorf ligger ved B208 ca. 15 km sydvest for Lübeck og 10 km vest for Ratzeburger See.